# Епізоди телесеріалу «Комісар Рекс» (чотирнадцятий сезон)
| №  | Оригінальна назва        | Українська назва     | Дата показу |
| -- | ------------------------ | -------------------- | ----------- |
| 1  | Ombre                    | Тіні                 | 2012        |
| 2  | In mezzo ai lupi         | У вовчому лігві      | 2012        |
| 3  | Gioco sottobanco         | Таємна гра           | 2012        |
| 4  | Una promessa dal passato | Обіцянка з минулого  | 2012        |
| 5  | Vendetta                 | Помста               | 2012        |
| 6  | Profondo blu             | На глибині           | 2012        |
| 7  | La casa degli spiriti    | Дім з привидами      | 2012        |
| 8  | Tutto in una notte       | Усе в одну ніч       | 2012        |
| 9  | Una vita per una vita    | Життя за життя       | 2012        |
| 10 | Il terzo uomo            | Третій               | 2012        |
| 11 | Bandiera a mezz'asta     | Примара в камуфляжі  | 2012        |
| 12 | Sinfonia imperfetta      | Недосконала симфонія | 2012        |

## Тіні
- Режисер: Андреа Костантіні
- Сценаристи: Флоріан Іверсен, Андреа Костантіні

Молодий чоловік, вигулюючи собаку, випадково знаходить людські рештки. Катя з'ясовує, що це рештки сина голови фармацевтичної компанії Вітторіо Сольферіно, який зник кілька років тому. Тим часом, Моріні, у зв'язку з хворобою матері, переїжджає в Мілан - Фаббрі з Рексом важко переживають розставання з другом.

## У вовчому лігві
- Режисер: Андреа Костантіні
- Сценарист: Регіне Білефельд

У рибному магазині в центрі Риму вбивають Сімоне Пазіні: ні його дівчина, ні батьки поняття не мають, хто і за що міг це зробити. Фаббрі починає вивчати особисту справу убитого, паралельно розбираючись з Горі, який знову налаштований проти Рекса.

## Таємна гра
- Режисер: Андреа Костантіні
- Сценаристи: Даніель Максіміліан, Томас Паулі

Після трагічної смерті Фаббрі Рекс залишається зовсім один. Тим часом, у римській поліції з'являється новий комісар - Давіде Рівера, який не поспішає налагоджувати контакт з Рексом. Його першою справою стане вбивство сеньйори Гроссі - у скоєнні злочину зізнається її власний чоловік, але Рівера не вірить йому.

## Обіцянка з минулого
- Режисер: Андреа Костантіні
- Сценарист: Андреа Костантіні

У Римі вбитий Філіппо Морайес, 20-річний турист з Бразилії. Всі сусіди і знайомі Філіппо здивовані: він був дуже позитивною людиною. За висновками експертизи, Філіппо був убитий з декількох видів зброї.

## Помста
- Режисер: Андреа Костантіні
- Сценаристи: Петер Лонер, Давіде Солінас

Неонацистське угруповання "Біле братство" святкує своє возз'єднання - двох членів угруповання тільки сьогодні звільнили з в'язниці за скоєне ними жорстоке вбивство єгиптянки. Але один із звільнених, Сальваторе Нікастро, так і не з'являється на святкування - його труп знаходять неподалік від його будинку. Що це - помста постраждалих людей або таємні інтриги всередині угруповання?

## На глибині
- Режисер: Андреа Костантіні
- Сценаристи: Алессандро Фаббрі, Валерія Колазанті, Тіціана Мартіні

Надія італійського спорту, плавець Марко Садіно, помирає просто під час змагання. Лікарі виявляють в його крові ефедрин - допінг, на який у Марко була алергія. Завдання Рівери - з'ясувати, чи сам він прийняв ефедрин помилково або це було вбивство.

## Дім з привидами
- Режисер: Андреа Костантіні
- Сценаристи: Даніель Максіміліан, Томас Паулі

Колишня дівчина Рівери, Сара, дзвонить йому вночі в сльозах - її хлопець Федеріко повісився на дереві прямо перед її будинком. Рівера їде до неї, але там з подивом виявляє, що тіло зникло - так, як ніби його взагалі не було. Між тим, Федеріко розшукують родичі і колеги, і Рівері належить знайти його якнайшвидше.

## Усе в одну ніч
- Режисер: Андреа Костантіні
- Сценарист: Федеріко Фавот

Рівера бере відпустку, але йому доводиться повернутися на роботу заради важливого розслідування. Син багатих батьків, повертаючись з чергової вечірки, знаходить свого батька мертвим у багажнику власного автомобіля. Підозрюваних багато, адже стосунки в сім'ї давно розладналися, та й ворогів у впливового бізнесмена достатньо.

## Життя за життя
- Режисер: Марко Серафіні
- Сценарист: Флоріан Іверсен

У будинку, де живе свідок у важливій справі, лунає вибух. Рівера і Рекс рятують її та ще кількох людей, але жертви все ж є. Справа потерпілої - Валентини Каваллі - стосується одного з італійських банків, що займається злочинною діяльністю. Рівера вирішує допомогти з розслідуванням.

## Третій
- Режисер: Марко Серафіні
- Сценаристи: Даніель Максіміліан, Томас Паулі

У трьох місцях Риму, розташованих неподалік одне від одного, лунають постріли: професійний снайпер вбиває трьох людей майже одночасно. Рівера шукає точку, з якої стріляв снайпер, а його колеги дійшли висновку, що один з пострілів призначався не тій людині.

## Примара в камуфляжі
- Режисер: Марко Серафіні
- Сценарист: Джуліо Кальвані

Рівера і Рекс розслідують вбивство дрібного шахрая Луччо Паренцо. Ніяких зачіпок їм виявити не вдається, поки в розслідування не втручається жінка, яка стверджує, що Паренцо убив її чоловік, який загинув рік тому в Афганістані, але продовжує захищати її.

## Недосконала симфонія
- Режисер: Марко Серафіні
- Сценарист: Іоле Мазуччі

Жахлива аварія, в якій гине Карла Джусті, насправді виявляється добре спланованим вбивством. Але хто вбивця - надмірно ревнивий чоловік, коханець, доведений до відчаю, падчерки, яким зовсім не до душі їх мачуха? Рівера і Рекс починають розслідування.